# Cody McMains
Cody McMains (ur. 4 października 1985 w Pasadenie) – amerykański aktor filmowy i telewizyjny.

## Życiorys
Cody McMains urodził się 4 października 1985 roku. Rozpoczął karierę aktorską mając 10 lat, jednak największą popularność przyniosła mu rola Mitcha Briggsa w filmie To nie jest kolejna komedia dla kretynów; potem zagrał w wielu filmach i serialach m.in. Gotowe na wszystko, Detektyw Monk czy Oczami miłości.

## Nagrody[1]
- Zwycięstwo 1997 Young Artist Award - Najlepszy występ w filmie telewizyjnym
- Nominacja 1998 Young Artist Award - Najlepszy występ w komedii
- Nominacja 2000 Young Artist Award - Najlepszy występ w filmie fabularnym
- Nominacja 2003 Young Artist Award - Najlepszy występ w serialu dramatycznym

## Filmografia
- 1996 Oczami miłości jako Billy Holly
- 2000 Ucieczka na Niedźwiedzią Górę jako Rolly
- 2001 To nie jest kolejna komedia dla kretynów jako Mitch Briggs
- 2006 Nocny gość jako Tristan
- 2009 The Intervention jako Chłopak
- 2009 Zakochana złośnica jako Keith